# Tattaguine
Tattaguine (ou Tataguine) est une ville de l'ouest du Sénégal. C'est aussi le nom de la communauté rurale.

## Histoire
Tattaguine vient du nom d'un oiseau qui s'appelle tatta en sérère. Avant l'occupation de cette localité, ce sont ces oiseaux qui vivaient là-bas. Guine signifie pondre et désignait la ponte de ces oiseaux.

## Administration
Tattaguine est le chef-lieu de l'arrondissement de Tattaguine dans le département de Fatick (région de Fatick).

## Géographie
Les localités les plus proches sont Yaboyabo, Mbefel, Gaskor, Mboudaye Sek, Ndiefer, Gaolamboura et Diarab.

### Population
La population de Tattaguine est constituée en majorité de Sérères qui sont les premiers occupants de la ville.
Selon le site du PEPAM (Programme d'eau potable et d'assainissement du Millénaire), la communauté rurale de Tattaguine compte 22 561 personnes et 2 552 ménages. A Tattaguine Sérère on dénombre 2 423 habitants pour 274 ménages.

### Activités économiques
Dans cette contrée autrefois verdoyante, la monoculture de l'arachide a entraîné une baisse de la production agricole et des revenus.

## Personnalités
El hadji Ndiaga Mbaye, auteur compositeur, poète philosophe et parolier y est né en 1948[réf. souhaitée]
El Hadji Issa Sall, député et candidat à l'élection présidentielle de 2019 y est né.